# Stegna
Stegna (niem. Steegen lub Kobbelgrube) – wieś w północnej Polsce, położona w województwie pomorskim, w powiecie nowodworskim, siedziba gminy Stegna, na Żuławach Wiślanych, nad Zatoką Gdańską, w rejonie Mierzei Wiślanej. Wieś z przystanią morską dla rybaków (pas plaży), kąpieliskiem morskim i lokalnym węzłem drogowym (skrzyżowanie dróg wojewódzkich: nr 501 i nr 502).
Według danych z 2007 r. sołectwo Stegna zamieszkiwało 2321 osób. Sołectwo obejmuje tylko Stegnę i obszar o powierzchni 1644 ha.
Wieś należąca do Mierzei Wiślanej terytorium miasta Gdańska położona była w drugiej połowie XVI wieku w województwie pomorskim. W latach 1975–1998 miejscowość położona była w województwie elbląskim.
W 2013 oddano do użytku prywatne lądowisko wielofunkcyjne Stegna.

## Historia
Pod koniec wojny trzynastoletniej, w 1465 r. przebywały tu delegacje: polska (w jej składzie zasiadał m.in. Jan Długosz) oraz krzyżacka, omawiające warunki II pokoju toruńskiego. Po I rozbiorze Polski Stegna została zaanektowana przez Prusy. W latach 1773–1918 Stegna podlegała administracji zaboru pruskiego, w 1919 r. znalazła się na terenie Wolnego Miasta Gdańska. 1 września 1939 r. została włączona do niemieckiej III Rzeszy. Wiosną 1945 r. Stegna znalazła się ponownie w Polsce.

## Zabytki
- Kościół parafialny pod wezwaniem Najświętszego Serca Pana Jezusa zbudowany w latach 1681–1683 na fundamentach jeszcze starszego, gotyckiego kościoła. Kościół z prezbiterium ceglanym i nawą konstrukcji szachulcowej znajduje się w centrum miejscowości. Na wieży znajduje się gałka z chorągiewką wietrzną, na której widnieje data 1683. We wnętrzu znajdują się unikatowe podwieszone do stropu malowidła na płótnie oraz zabytkowe organy.
- plebania z 1. poł. XIX wieku, ul. Gdańska 1
- dom z 2 poł. XIX wieku, ul. Gdańska 66
- zabudowa zagrody z 1801 roku, ul. Cisewo 6

## Turystyka
Co roku w zabytkowym kościele odbywa się Międzynarodowy Festiwal Organowy organizowany przez Filharmonię Bałtycką im. Fryderyka Chopina w Gdańsku.
Stegna jest także punktem węzłowym turystycznej kolei wąskotorowej. Ze Stegny można dojechać w odkrytych wagonach Żuławskiej Kolei Dojazdowej do Nowego Dworu Gdańskiego, Sztutowa lub Mikoszewa.

## Wspólnoty wyznaniowe
- Kościół rzymskokatolicki:
  - parafia Najświętszego Serca Pana Jezusa